# 소의 이익
소의 이익이란 소송의 목적을 말한다. 소의 이익에는 청구의 내용이 본안판결을 받기에 적합한 일반적인 자격인 권리보호의 자격(청구적 격)과 원고가 청구에 대하여 판결을 구할 만한 법적인 이익 내지 필요인 권리보호의 이익 또는 필요가 있다.

## 판례

### 소의 이익을 부정한 판례
- 단체의 구성원이 단체내부규정의 효력을 다투는 소는 당사자 사이의 구체적인 권리 또는 법률관계의 존부확인을 구하는 것이 아니므로 부적법하다.[2]
- 토지대장상의 소유 명의자의 주소를 기입하라는 청구의 소는 그 청구취지가 특정되어 있다고 볼 수 없고, 구체적인 권리 또는 법률관계에 관한 쟁송이라고 할 수 없어 민사소송으로 구할 수 있는 것이 아니므로 부적법하다.[3]
- 임야대장상의 소유명의의 말소를 구하는 청구는 소익이 없다.[4]
- 종중의 대동보나 세보에 기재된 사항의 변경이나 삭제를 구하는 청구는 재산상이나 신분상의 어떤 권리관계의 주장에 관한 것이 되지 못하므로 제소할 법률상의 권리보호의 이익이 없어 허용될 수 없다.[5]
- 당해 종중과의 약정 없이 단순히 그 종중의 대동보나 세보에 기재된 사항의 변경이나 삭제를 구하는 청구는 재산상이나 신분상의 어떤 권리관계의 주장에 관한 것이 되지 못하므로 제소할 법률상의 권리보호의 이익이 없어 허용될 수 없다.[6]
- 부동산등기부의 사항란에 기재된 근저당권설정등기의 접수일자는 등기가 접수된 날을 나타내는 하나 의 사실기재에 불과하고 권리에 관한 기재가 아니므로 그 접수일자의 변경을 구하는 것은 구체적인 권리 또는 법률관계에 관한 쟁송이라 할 수 없고, 또 등기의 접수일자는 실체적 권리관계와 무관한 것으로서 그 변경에 등기권리자와 등기의무자의 관념이 있을 수 없어 이행청구의 대상이 될 수도 없으므로, 소의 이익이 없어 부적법하다.[7]
- 행정관청의 허가나 특허명의에 관하여 해당 법에서 양도를 허용하는 취지의 규정을 두고 있는 경우에는 그 명의 양수인이 양도인을 상대로 명의변경절차이행을 구하는 소를 제기할 수 있다 할 것이나, 해당 법에서 양도를 허용하는 취지의 규정도 두고 있지 아니하고, 그러한 명의의 변경절차도 규정하고 있지 아니하다면, 양수인이 양도인을 상대로 양도인 명의의 면허를 양수인 명의로 직접 변경할 것의 이행을 구하는 소는 허용되지 아니한다 할 것이어서 그 소는 부적법하다.[8]

### 소의 이익을 긍정한 판례
- 무허가건물대장이 건물의 물권 변동을 공시하는 법률상의 등록원부가 아니라고 하더라도 그 건물 주 명의 기재의 말소를 구하는 청구가 일률적으로 법률상 소의 이익이 없다고 볼 것은 아니고 개별적 사건에 있어 구체적 사정을 고려하여 이를 판단하여야 한다.[9]

- 한국토지개발공사에 비치된 토지피공급자명부가 물권의 득실변경을 가져오는 공부는 아니라 하더라 도 이에 등재됨으로써 위 공사와의 관계에서 수분양자로서의 지위가 확인되고 또한 이에 등재됨으로써 장차 대금을 완납할 경우에 토지에 관하여 공사로부터 직접 그 소유권이전등기를 넘겨받을 수 있는 지위를 가지게 되는 것이므로 그 명의변경을 구하는 소송은 소의 이익이 있다.[10]

- 건축허가에 관한 건축주명의의 변경은 미완성의 건물에 대하여 건축공사를 계속하거나 건축공사를 완료한 후 부동산등기법 등에 따른 소유권보존등기를 하는 데에 필요한 것이므로 건축중인 건물을 양수한 자가 양도인을 상대로 건축주명의변경절차의 이행을 구하는 소는 소의 이익이 있다고 할 것이 지만, 건축공사가 완료되고 소유권보존등기까지 마쳐진 건물의 경우에는 이미 허가된 내용에 따른 건축이 더 이상 있을 수 없어 건축주명의변경이 필요 없고, 또한 건축허가서는 허가된 건물에 관한 실체적 권리의 득실변경의 공시방법이 아니며 추정력도 없어 건축주명의를 변경한다고 하더라도 그 건물의 실체적 권리관계에 아무런 영향을 미치는 것이 아니므로, 위와 같은 건물에 관하여는 건축주명 의의 변경을 청구할 소의 이익이 없다 할 것이다.[11]

- 건축공사가 완료되고 소유권보존등기까지 마쳐진 건물의 경우에는 이미 허가된 내용에 따른 건축이 더이상있을수없어건축주명의변경이필요없을뿐아니라, 건축허가서는허가된건물에관한실체 적 권리의 득실변경의 공시방법이 아니며 추정력도 없어 건축주명의를 변경한다고 하더라도 그 건물 의 실체적 권리관계에 아무런 영향을 미치는 것이 아니므로 위와 같은 건물에 관해서는 건축주명의의 변경을 청구할 소의 이익이 없다고 할 것이나, 건축허가에 관한 건축주명의의 변경은 미완성의 건물에 대하여 건축공사를 계속하거나 건축공사를 완료한 후 부동산등기법 등에 따른 소유권보존등기를 하는 데에 필요한 것이므로 건축 중인 건물을 양수한 자가 양도인을 상대로 건축주명의변경절차의 이행을 구하는 소는 소의 이익이 있다고 할 것이다.[12]

- 건축공사가 완료되어 건축법상 최종적인 절차로서 건축허가상 건축주 명의로 사용검사승인까지 받아 소유권보존등기가 마쳐진 경우와는 달리, 비록 건축공사 자체는 독립한 건물로 볼 수 있을 만큼 완성되었으나 그 적법한 사용에 이르기까지 필요한 건축법상의 각종 신고나 신청 등의 모든 절차를 마치지 않은 채 소유권보존등기가 이루어진 경우에는, 그 건물의 원시취득자는 자신 앞으로 건축주 명의를 변경하여 그 명의로 건축법상 남아 있는 각종 신고나 신청 등의 절차를 이행함으로써 건축법상 허가된 내용에 따른 건축을 완료할 수 있을 것이므로, 이러한 경우 그 건물의 정당한 원시취득자임을 주장하여 건축주 명의변경 절차의 이행을 구하는 소는 그 소의 이익을 부정할 수 없다.[13]

- 골프장크럽의 회원명부가 회원권에 관한 권리변동 관계를 공시하는 문서는 아니라고 할지라도 크럽의 회칙상 회원권을 양도받은 자에 대하여 특별한 제한이 없이 소정의 절차를 거쳐서 회원권의 명의변경 을 하여 주도록 되어 있고 또한 실지로 회원명부에 회원으로 등재됨으로써 회원은 골프장시설의 우선 적 이용권등의 행사를 할 수 있을 뿐만 아니라 회원명부에의 등재는 회원임을 전제로 하기 때문에 구체적인 경우에 있어 양수인의 명의개서신청일자와 가압류집행의 선후를 둘러싸고 생긴 회원인 여부￼의 분쟁에 대한 실효성 있는 해결이 될 수도 있으므로 회원명부의 명의개서를 구하는 소는 소의 이익이 있다.[14]
- 사찰의 주지 임기가 만료되었다고 하더라도, 해임처분으로 해임된 당사자는 해임처분 후 임기가 만료되었다 하더라도, 후임자의 선임이 없거나, 또는 그 선임이 있었다 하더라도 그 선임이 부존재 하거나 선임에 무효사유나 취소사유가 있는 등 특별한 사정이 있는 경우에는, 자신에 대한 해임처분에 대하여 무효확인을 구할 법률상 확인의 이익이 있다.[15]
- 교인으로서 비위가 있는 자에게 종교적인 방법으로 징계·제재하는 종교단체 내부의 규제(권징재판) 가 아닌 한 종교단체 내에서 개인이 누리는 지위에 영향을 미치는 단체법상의 행위라 하여 반드시 사법심사의 대상에서 제외하거나 소의 이익을 부정할 것은 아니다.[16]
- 소송물이 동일한 경우라도 판결 내용이 특정되지 아니하여 집행을 할 수 없는 경우에는 다시 소송을 제기할 권리보호의 이익이 있다.[17]
- 순차 경료된 소유권이전등기의 각 말소 청구소송은 보통공동소송이므로 그 중의 어느 한 등기명의 자만을 상대로 말소를 구할 수 있고, 최종 등기명의자에 대하여 등기말소를 구할 수 있는지에 관계없이 중간의 등기명의자에 대하여 등기말소를 구할 소의 이익이 있다.[18]